# Freccia Vallone 1992
La Freccia Vallone 1992, cinquantaseiesima edizione della corsa, si svolse il 15 aprile 1992 per un percorso di 207 km da Spa al muro di Huy. Fu vinta dall'italiano Giorgio Furlan, al traguardo in 5h29'22" alla media di 37,709 km/h.
Dei 175 ciclisti alla partenza furono in 52 a portare a termine il percorso.

## Ordine d'arrivo (Top 10)
| Pos. | Corridore            | Squadra         | Tempo    |
| ---- | -------------------- | --------------- | -------- |
| 1    | Giorgio Furlan       | Ariostea        | 5h29'22" |
| 2    | Gérard Rué           | Castorama       | a 9"     |
| 3    | Davide Cassani       | Ariostea        | a 16"    |
| 4    | Vjačeslav Ekimov     | Panasonic       | s.t.     |
| 5    | Pedro Delgado        | Banesto         | a 23"    |
| 6    | Atle Kvålsvoll       | Z               | a 30"    |
| 7    | Luc Roosen           | Tulip Computers | a 44"    |
| 8    | Steven Rooks         | Buckler         | a 58"    |
| 9    | Moreno Argentin      | Ariostea        | a 1'05"  |
| 10   | Frank Van Den Abeele | Lotto-Mavic     | s.t.     |